# +30mg
+30mg ist die erste EP der Band Cruel Youth. Die EP wurde am 16. September 2016 veröffentlicht unter dem Label Disgrace Records.

## Hintergrund
Nach dem Rauswurf aus der neuseeländischen Version von The X Factor im Jahr 2015 zogen Teddy Sinclair und Willy Moon zurück in die Vereinigten Staaten, wo sie begannen, mit Musik zu experimentieren und schließlich die Band Cruel Youth gründeten. Ihre erste Veröffentlichung war der Song Mr. Watson, welchen sie im Februar 2016 auf der Plattform Soundcloud veröffentlichten. Der Song wurde später nach Diamond Days als zweite Single veröffentlicht und ein Video zu dem Song wurde im Juni 2016 veröffentlicht. Nach der Veröffentlichung des Videos kündigte Sinclair an, dass die Band 2016 noch eine EP rausbringen werden. Am 7. September erschien die Single Hatefuck und am 16. September 2016 veröffentlichte die Band die EP.

## Singles
Aus der EP sind insgesamt drei Singles veröffentlicht worden. Die erste Single Diamond Days wurde am 15. April 2016 veröffentlicht. Mr. Watson wurde als zweite Single am 20. Mai 2016 veröffentlicht. Die dritte und letzte Single Hatefuck wurde am 7. September 2016 veröffentlicht. Keine der Singles konnte sich in den Charts platzieren.

## Titelliste
| Nr.          | Titel                    | Autor(en)                              | Länge |
| ------------ | ------------------------ | -------------------------------------- | ----- |
| 1.           | Everything Was Beautiful | Teddy Sinclair, William Sinclair       | 2:27  |
| 2.           | Alexis Texas             | T. Sinclair, W. Sinclair               | 3:59  |
| 3.           | Mr. Watson               | T. Sinclair, W. Sinclair               | 3:34  |
| 4.           | I Don’t Love You         | T. Sinclair, W. Sinclair               | 3:19  |
| 5.           | Florida Blues            | T. Sinclair, W. Sinclair               | 4:23  |
| 6.           | Hatefuck                 | T. Sinclair, W. Sinclair, Brandon Bell | 4:04  |
| 7.           | Diamond Days             | T. Sinclair, W. Sinclair               | 3:46  |
| Gesamtlänge: | Gesamtlänge:             | Gesamtlänge:                           | 25:32 |